# Murry (Wisconsin)
Murry es un pueblo ubicado en el condado de Rusk en el estado estadounidense de Wisconsin. En el Censo de 2010 tenía una población de 277 habitantes y una densidad poblacional de 1,72 personas por km².

## Geografía
Murry se encuentra ubicado en las coordenadas 45°36′23″N 91°18′3″O / 45.60639, -91.30083. Según la Oficina del Censo de los Estados Unidos, Murry tiene una superficie total de 160.87 km², de la cual 160.09 km² corresponden a tierra firme y (0.48%) 0.78 km² es agua.

## Demografía
Según el censo de 2010, había 277 personas residiendo en Murry. La densidad de población era de 1,72 hab./km². De los 277 habitantes, Murry estaba compuesto por el 99.64% blancos, el 0% eran afroamericanos, el 0% eran amerindios, el 0% eran asiáticos, el 0% eran isleños del Pacífico, el 0% eran de otras razas y el 0.36% pertenecían a dos o más razas. Del total de la población el 0% eran hispanos o latinos de cualquier raza.